# 起步镇
起步镇是中国福建省福州市罗源县下辖的一个镇。

## 行政区划
起步镇下辖以下地区：
港头社区、起步社区、桂林社区、沈厝社区、兰田村、田中村、叶洋村、庭洋坂村、蒋店村、杭山村、下长治村、党林村、洋北村、西山村、护国村、潮格村、高洋村、曹垅村、黄家湾村、水口洋村和上长治村。